# 19-я гвардейская танковая дивизия
19-я гвардейская танковая Николаевско-Будапештская Краснознамённая ордена Суворова дивизия — тактическое соединение (танковая дивизия) в составе Южной группы войск ВС СССР.
Сокращённое наименование — 19 гв. тд.

## История

### Великая Отечественная война
12 сентября 1941 года в городе Камышлов Свердловской области была сформирована 363-я стрелковая дивизия под командованием полковника К. В. Свиридова. Сначала стрелковую дивизию направили в город Тутаев Ярославской области для предотвращения возможного обхода Москвы немецкими войсками, а позднее она участвовала в боях под Москвой и за проявленную отвагу и стойкость личного состава, приказом Наркома обороны Союза ССР, от 17 марта 1942 года, было присвоено почётное звание «Гвардейская», новый № войск, и она преобразована в 22-ю гвардейскую стрелковую дивизию.
В июле 1942 года гвардейскую дивизию перебросили на Ленинградский фронт, где она вела бои за Демянский плацдарм до ноября 1942 года. После переформирования в лагерях юго-восточнее города Моршанска (Тамбовская область) во 2-й гвардейский механизированный корпус, следующим пунктом назначения становится район Сталинграда, где мехкорпус в составе 2-й гвардейской армии отражал удар формирований под командованием Манштейна (Операция «Винтергевиттер») до февраля 1943 года.

### Послевоенный период
В связи с демобилизацией Вооружённых Сил СССР мехкорпус, в июле 1945 года, преобразован во 2-ю гвардейскую механизированную Николаевско-Будапештскую Краснознамённую, ордена Суворова дивизию (Крайова). На 1 января 1948 года 2 гв. мехд в составе Отдельной механизированной армии. В 1949 году передислоцирована в Венгрию.
В октябре — ноябре 1956 года 2 гв. мехд принимала активное участие в наведении порядка во время Венгерского восстания в Эстергоме, Будапеште и прилегающих районах. 23—24 октября большая часть подразделений выдвинулась в город Будапешт, в местах постоянной дислокации остались только незначительные силы прикрытия. Этим воспользовались силы повстанцев, устроившие нападения на военные городки Эстергомского гарнизона (города Эстергом, Дорог, Кертварош) с целью захвата вооружения, боеприпасов и военной техники. Так, в пригороде Эстергома, городе Дорог, установив на возвышенности несколько крупнокалиберных пулемётов, террористы длительное время обстреливали расположение 37-го гв. танкового полка и городок военных. В результате ожесточённого боя, благодаря мужественному сопротивлению советских военнослужащих, повстанцам так и не удалось достичь своих планов. 
С 1957 года переформирована в 19-ю гвардейскую танковую дивизию.

## Вооружение
Основное вооружение дивизии:
- до 1955 года Т-34-85,
- с 1955 года — Т-55,
- с 1967 года — Т-62,
- с 1978 (1979) года — Т-64,
- после 1990 года — Т-72.

## Состав
- Управление и штаб, Эстергом-Кертварош
- 27-й гвардейский танковый Ясский Краснознамённый, орденов Суворова и Кутузова имени Наркомата среднего машиностроения полк, Комаром
- 37-й гвардейский танковый Никопольский Краснознамённый, ордена Суворова полк, Эстергом-Кертварош
- 130-й гвардейский танковый Келецкий Краснознамённый, орденов Кутузова и Богдана Хмельницкого полк, Веспрем — (прибыл из 13 гв.тд в 1989)
- 87-й гвардейский танковый Брестский Краснознамённый, ордена Богдана Хмельницкого 2 ст. полк, Цеглед — (убыл в состав 93 гв.мсд в 1990)
- 97-й мотострелковый Краснознамённый, ордена Суворова полк, Дьёр
- 407-й гвардейский самоходный артиллерийский орденов Богдана Хмельницкого и Александра Невского полк, Тата
- 159-й зенитный ракетный орденов Кутузова и Богдана Хмельницкого полк, Комаром
- 670-й отдельный ракетный дивизион, Комаром — исключён из штата дивизии в 1987
- 99-й гвардейский отдельный разведывательный Николаевский батальон, Дьёр
- 76-й гвардейский отдельный батальон связи, Эстергом-Кертварош
- 77-й отдельный ремонтно-восстановительный батальон, Эстергом
- 1018-й отдельный батальон материального обеспечения, Эстергом
- 55-й гвардейский отдельный инженерно-сапёрный батальон, Сентендре
- 56-й отдельный медицинский батальон, Эстергом
- комендантская рота, Эстергом-Кертварош
- батарея управления и артиллерийской разведки, Эстергом-Кертварош
- взвод управления ПВО дивизии, Эстергом-Кертварош
- отдельная рота химзащиты, Комаром.
- вертолётная эскадрилия (и воздушные пункты управления, Ми-8ВзПУ) Эстергом-Кертварош.

В 1990 году дивизия выведена в Витебскую область Белорусской ССР (населённый пункт Заслоново, Лепельского района. С 1993 года именуется как 19-я гвардейская база хранения вооружения и техники. С 2008 года именуется 19-я отдельная гвардейская механизированная бригада.
- Управление и штаб, Заслоново
- 27-й гвардейский танковый Ясский Краснознамённый, орденов Суворова и Кутузова полк имени Наркомата среднего машиностроения, Боровка

67 Т-72, 8 БМП-2, 2 БМП-1, 2 БРМ-1К, 2 БТР-70, 12 2C1 «Гвоздика»)
- 37-й гвардейский танковый Никопольский Краснознамённый, ордена Суворова полк, Заслоново

69 Т-72, 8 БМП-2, 2 БРМ-1К, 2 БТР-70, 14 2C1 «Гвоздика», 3 Д-30)
- 130-й гвардейский танковый Келецкий Краснознамённый, орденов Кутузова и Богдана Хмельницкого полк, Боровка

67 Т-72, 8 БМП-2, 2 БРМ-1К, 2 БТР-70, 12 2C1 «Гвоздика»)
- 97-й мотострелковый Краснознамённый, ордена Суворова полк, Заслоново

23 Т-72, 4 БМП-2, 2 БРМ-1К, 2 БТР-70, 12 2C1 «Гвоздика»)
- 407-й гвардейский самоходно-артиллерийский орденов Богдана Хмельницкого и Александра Невского полк, Боровка

24 2С3 «Акация», 12 БМ-21 «Град»
- 159-й зенитный ракетный орденов Кутузова и Богдана Хмельницкого полк, Заслоново
- 56-й отдельный разведывательный батальон, Заслоново (10 БМП-2, 7 БРМ-1К, 6 БТР-70)
- 76-й отдельный гвардейский батальон связи, Заслоново
- 55-й отдельный гвардейский инженерно-сапёрный батальон, Заслоново
- 1081-й отдельный батальон материального обеспечения
- 77-й отдельный ремонтно-восстановительный батальон
- 56-й отдельный медицинский батальон

Итого: 226 танков Т-72, 55 БМП (38 БМП-2, 2 БМП-1, 14 БРМ-1К), 15 БТР-70, 74 САУ (50 2С1, 24 2С3), 12 РСЗО Град

## Командиры
- Макаров, Борис Сергеевич (1973—1976)
- Хазиков, Вадим Николаевич (1976—1979)
- Борискин, Валентин Данилович (1979—1983)[3]
- гвардии генерал-майор Бобрышев, Валентин Сергеевич (1983—1985)
- полковник Сухарев (1985-1990)

## Герои Советского Союза
- Бурмистров, Юрий Васильевич, гвардии рядовой, линейный надсмотрщик 5-го гвардейского механизированного полка 2-й гвардейской механизированной дивизии.
- Громницкий, Григорий Михайлович, гвардии старший лейтенант, командир миномётной батареи 5-го гвардейского механизированного полка 2-й гвардейской механизированной дивизии.
- Добрунов, Григорий Тимофеевич, гвардии подполковник, командир 99-го отдельного разведывательного батальона 2-й гвардейской механизированной дивизии.
- Кузьмин, Анатолий Иванович, гвардии младший сержант, старший механик-водитель 37-го гвардейского танкового полка 2-й гвардейской механизированной дивизии.
- Никитин, Михаил Фёдорович, гвардии подполковник, командир танкового батальона 37-го гвардейского танкового полка 2-й гвардейской механизированной дивизии.
- Никовский, Николай Тарасович, гвардии подполковник, командир 87-го гвардейского тяжёлого танкового самоходного полка 2-й гвардейской механизированной дивизии.

## Известные воины
- В 19-й гвардейской танковой дивизии проходил службу Юрий Буданов.
- В 19-й гвардейской танковой дивизии проходил службу Аслан Масхадов. С 1981 года он последовательно занимал должности командира дивизиона, начальника штаба, а затем — командира 407-го самоходного артиллерийского полка (Тата).